# Sweetener
Sweetener è il quarto album in studio della cantautrice statunitense Ariana Grande, pubblicato il 17 agosto 2018 dalla Republic Records.
L'album, composto da un totale di 15 tracce, contiene collaborazioni con Missy Elliott, Nicki Minaj e Pharrell Williams, e fa da seguito al suo terzo album Dangerous Woman del 2016.
Il primo singolo ufficiale, No Tears Left to Cry, è stato pubblicato il 20 aprile 2018 e si è rivelato un successo commerciale per la cantante, raggiungendo la top 10 delle classifiche ufficiali di oltre 20 Paesi. Il primo singolo promozionale, The Light Is Coming, in collaborazione con la rapper Nicki Minaj, è stato presentato il 2 giugno 2018 al Wango Tango ed è stato messo in commercio il 20 giugno 2018 insieme al pre-ordine dell'album. Il secondo singolo ufficiale, God Is a Woman, è stato pubblicato il 13 luglio insieme al video ufficiale.
Nel 2019 Sweetener ha vinto il Grammy Award al miglior album pop vocale, segnando la prima vittoria di Grande in questa categoria.

## Antefatti
Le sessioni di scrittura e di produzione dell'album sono iniziate dopo l'uscita di Dangerous Woman nel 2016. A inizio 2017 la cantante ha confermato più volte via Twitter di avere un album pronto. Secondo quanto dichiarato da Grande e dal suo team, la produzione dell'album è stata affidata principalmente ai produttori Max Martin e Pharrell Williams, e la cantante ha collaborato alla scrittura di ogni canzone. L'album è stato completato ufficialmente il 2 marzo 2018 a seguito di una sessione di ascolto con il manager Scooter Braun; a fine maggio la cantante ha affermato di avere aggiunto cinque canzoni alle dieci già confermate nella tracklist.

## Composizione
Sweetener è un album prevalentemente basato sui generi pop, R&B e trap, con elementi dance pop, disco, new wave, hip hop e soul. L'album include melodie e armonie complesse e variegate e include sia brani uptempo che ballate più soft.
In un'intervista con Zach Sang la cantante ha spiegato che la cosa «che amo di più di questo progetto dal punto di vista sonoro è che ciò che ho fatto davvero è stato cantare nel mio dolce registro inferiore».
L'album esplora temi come l'amore, l'intimità sessuale, le relazioni tossiche, la femminilità, l'ansia, la perseveranza durante le difficoltà e diversi eventi e aspetti della vita personale dell'interprete, tra cui il fidanzamento con Pete Davidson e l'attentato di Manchester dell'anno precedente.

## Promozione
Dopo aver condiviso su Instagram un'anteprima della canzone Get Well Soon il 31 dicembre 2017, la cantante ha smesso di usare i social fino al 17 aprile 2018, data in cui è stata pubblicata una breve anteprima dell'imminente singolo No Tears Left to Cry. Nei giorni antecedenti, il team di Grande ha inviato ad amici, familiari e collaboratori della cantante delle felpe con la scritta ʎɹɔ oʇ ʇɟǝl sɹɐǝʇ ou, indossate in diverse foto condivise su Instagram con lo scopo di pubblicizzare la pubblicazione del singolo, avvenuta il 20 aprile 2018 insieme al rispettivo videoclip.
Nella prima settimana di pubblicazione, il singolo ha debuttato alla terza posizione della Billboard Hot 100 con oltre 100.000 copie vendute e 36.900.000 ascolti in streaming, diventando così il debutto più alto della cantante in questa classifica assieme a Problem del 2014. Il singolo ha reso Grande l'unica cantante nella storia di questa classifica ad aver debuttato nella top 10 con ogni primo singolo dei suoi primi quattro album. Inoltre è stato certificato disco di platino dalla Recording Industry Association of America per aver venduto un milione di copie negli Stati Uniti.
Il titolo dell'album, di alcuni dei brani contenuti nella lista tracce e alcuni dei suoi temi principali sono stati invece annunciati da Grande in occasione del The Tonight Show del 1º maggio 2018, nella quale si è esibita con No Tears Left to Cry. Il 2 giugno 2018 la cantante si è esibita al Wango Tango in California, concludendo il suo set con una performance di No Tears Left to Cry e un'anteprima di The Light Is Coming, estratto come primo brano promozionale il 20 giugno 2018 solo in download digitale e streaming insieme al pre-ordine dell'album. Realizzato in collaborazione con la rapper Nicki Minaj, il singolo è stato per Grande il secondo ingresso dell'anno nella Billboard Hot 100.
Il 26 giugno, in onore del suo compleanno, la cantante ha reso disponibile per l'ascolto Raindrops (An Angel Cried), traccia d'apertura dell'album. Il 13 luglio è uscito sotto formato di download digitale e nelle piattaforme streaming il secondo singolo ufficiale God Is a Woman, accompagnato dal videoclip, reso disponibile su YouTube lo stesso giorno Esso ha raggiunto l'ottava posizione della Billboard Hot 100, diventando così il terzo ingresso dell'anno per la cantante e la decima top 10 della sua carriera.
L'8 agosto 2018 sono state annunciate tre date di concerti promozionali a New York, Chicago e Los Angeles, con il titolo di The Sweetener Sessions, in collaborazione con American Express. Il 28 agosto dello stesso anno è stato annunciato un quarto concerto a Londra in collaborazione con Capital Up Close. Due mesi più tardi, la cantante ha invece svelato le date nordamericane dello Sweetener World Tour.
Il 18 settembre è stato pubblicato come terzo ed ultimo singolo ufficiale Breathin, nona traccia dell'album, che ha raggiunto la dodicesima posizione della Billboard Hot 100.

## Accoglienza
| Recensione          | Giudizio |
| ------------------- | -------- |
| AllMusic            |          |
| NME                 |          |
| Pitchfork           | 8.1/10   |
| Rolling Stone       |          |
| The Daily Telegraph |          |
| The Independent     |          |

Sweetener è stato accolto in modo molto positivo dalla critica musicale, ottenendo sul sito Metacritic una punteggio medio di 81 su 100. Nella sua recensione per la rivista NME, Douglas Greenwood ha descritto Sweetener come «una grintosa, grandiosa e spesso inaspettata collezione di vero pop esplosivo». Sul New York Times, Jon Pareles ha descritto la voce di Ariana Grande «setosa, traspirante o tagliente, fluttuare attraverso lunghi melogrammi o battere brevi frasi R&B, è sempre flessibile e dispersa nell'aria, mai forzata [...] La signora Grande naviga sopra qualsiasi mischia, passata o presente. Il suo aplomb è il suo trionfo».
Jillian Mapes su Pitchfork scrive: «Dopo anni di ricerca, Ariana Grande ha trovato la sua vera voce. Sweetener è un album pop esemplare che si irradia con gioia non ostentata e amore ritrovato». Brittany Spanos del Rolling Stone lo ha definito «il miglior album di Grande e uno dei migliori del 2018». Anche Kate Solomon sul The Independent ha commentato che la musica incisa sull'album è «spesso inaspettata, a volte in senso buono, è un album di un artista in divenire, che cerca di andare avanti, sebbene riluttante a rinunciare completamente alle vecchie idee». Neil McCormick del The Daily Telegraph ha dichiarato che «la qualità delle canzoni è alta, anche se ci sono momenti in cui non riescono a dimostrare che la teen queen è ormai cresciuta» e che «Sweetener è una deliziosa confezione», riservando commenti meno favorevoli agli ospiti Nicki Minaj e Missy Elliott.

### Riconoscimenti
- E! People's Choice Awards[65]
  - 2018 – Nominaton Album dell'anno
- Grammy Awards 2019[30]
  - 2019 – Grammy Award al miglior album pop vocale
- iHeartRadio Music Awards[66]
  - 2019 – Pop Album of the Year

### Altri riconoscimenti
| Rivista               | Lista                          | Posizione |
| --------------------- | ------------------------------ | --------- |
| Billboard             | 50 Best Albums of 2018         | 1         |
| Complex               | The Best Albums of 2018        | 4         |
| Entertainment Weekly  | The 20 Best Albums of 2018     | 3         |
| Flavorwire            | The Best Albums of 2018        | 4         |
| The Line of Best Fit  | The Best Albums of 2018        | 13        |
| The New York Times    | The 28 Best Albums of 2018     | 7         |
| Noisey                | The 100 Best Albums of 2018    | 3         |
| National Public Radio | The 50 Best Albums of 2018     | 22        |
| Pitchfork             | The 50 Best Albums of 2018     | 11        |
| Rolling Stone         | The 50 Best Albums of 2018     | 5         |
| Rolling Stone         | The 20 Best Pop Albums of 2018 | 2         |
| Stereogum             | The 50 Best Albums Of 2018     | 3         |
| Uproxx                | The 50 Best Albums Of 2018     | 5         |

## Tracce
1. Raindrops (An Angel Cried) – 0:37 (testo: Bob Gaudio – musica: Ariana Grande)
2. Blazed (feat. Pharrell Williams) – 3:16 (Ariana Grande, Pharrell Williams, Maxine Ashley)
3. The Light Is Coming (feat. Nicki Minaj) – 3:48 (Ariana Grande, Pharrell Williams, Onika Maraj)
4. R.E.M – 4:05 (Ariana Grande, Pharrell Williams)
5. God Is a Woman – 3:17 (Ariana Grande, Ilya Salmanzadeh, Savan Kotecha, Max Martin, Rickard Göransson)
6. Sweetener – 3:28 (Ariana Grande, Pharrell Williams)
7. Successful – 3:47 (Ariana Grande, Pharrell Williams)
8. Everytime – 2:52 (Ariana Grande, Ilya Salmanzadeh, Savan Kotecha, Max Martin)
9. Breathin – 3:18 (Ariana Grande, Ilya Salmanzadeh, Savan Kotecha, Peter Svensson)
10. No Tears Left to Cry – 3:25 (Ariana Grande, Max Martin, Savan Kotecha, KnocDown)
11. Borderline (feat. Missy Elliott) – 2:57 (Ariana Grande, Pharrell Williams, Melissa Arnette Elliott)
12. Better Off – 2:51 (Ariana Grande, Tommy Brown, Chauncey Hollis, Brian Baptiste, Kim Krysiuk)
13. Goodnight n Go – 3:09 (Ariana Grande, Tommy Brown, Charles Anderson, Michael Foster, Victoria McCants)
14. Pete Davidson – 1:13 (Ariana Grande, Tommy Brown, Charles Anderson, Victoria McCants)
15. Get Well Soon – 5:22 (Ariana Grande, Pharrell Williams)

Note
- Tutte le tracce (eccetto la #4 e la prima lettera della #5) sono stilizzate in minuscolo.
- Raindrops (An Angel Cried) è una cover a cappella di An Angel Cried, canzone del 1964 scritta da Bob Gaudio e eseguita dai Four Seasons.
- Goodnight n Go contiene sample melodici e lirici di Goodnight and Go (2006), scritta e eseguita da Imogen Heap.
- Get Well Soon contiene 40 secondi di silenzio alla fine del brano, che porta la durata complessiva della traccia a 5:22 - numero coincidente con la data dell'attentato alla Manchester Arena, accaduto il 22 maggio (5/22 in formato internazionale) del 2017.

## Formazione
Musicisti
- Ariana Grande – voce, cori (tracce 9 e 10)
- Pharrell Williams – voce (traccia 2), voce aggiuntiva (tracce 4 e 6)
- Nicki Minaj – voce (traccia 3)
- Andrew Coleman – arrangiamento (tracce 2, 4, 6, 7 e 11)
- Mike "Miguel Milliones" Larson – arrangiamento (tracce 2, 3, 6, 7, 11 e 15), programmazione aggiuntiva (tracce 3 e 4)
- ILYA – cori e chitarra (tracce 5 e 9), batteria, tastiera e programmazione (tracce 5, 8, 9 e 10), basso (tracce 8 e 9), percussioni (traccia 10)
- Rickard Göransson – chitarra (traccia 5)
- Max Martin – basso, batteria e programmazione (tracce 8 e 10), tastiera (tracce 8, 9 e 10), percussioni (traccia 10)
- Missy Elliott – voce (traccia 11)
- Peter Lee Johnson – strumenti ad arco (traccia 12 e 14)

Produzione
- Ariana Grande – produzione esecutiva
- Scooter Braun – produzione esecutiva
- Randy Merrill – mastering
- ILYA – produzione (tracce 1, 5, 8-10), missaggio (traccia 1)
- Max Martin – produzione (traccia 1, 8 e 10)
- Sam Holland – registrazione (tracce 1, 8-10)
- Cory Bice – assistenza alla registrazione (tracce 1, 8-10)
- Jeremy Mertola – assistenza alla registrazione (tracce 1, 8-10)
- Pharrell Williams – produzione (tracce 2-4, 6, 7, 11 e 15)
- Phil Tan – missaggio (tracce 2, 4, 6, 11 e 15)
- Bill Zimmerman – ingegneria del suono aggiuntiva (tracce 2, 4, 6, 7, 11 e 15)
- Andrew Coleman – registrazione e montaggio digitale (traccia 2, 4, 6, 7 e 11)
- Mike Larson – registrazione e montaggio digitale (tracce 2, 3, 4, 6, 7, 11 e 15)
- Thomas Cullison – assistenza alla registrazione (tracce 2, 3, 6, 7, 11 e 15)
- Ben "Bengineer" Sedano – assistenza alla registrazione (tracce 2, 3, 6 e 11)
- Manny Marroquin – missaggio (traccia 3)
- Scott Desmarais – assistenza al missaggio (traccia 3)
- Chris Galland – assistenza al missaggio (traccia 3)
- Robin Florent – assistenza al missaggio (traccia 3)
- Jacob Dennis – assistenza alla registrazione (tracce 3 e 6)
- Ramon Rivas – assistenza alla registrazione (traccia 3)
- Brendan Morawski – assistenza alla registrazione (traccia 3)
- Ambry "Big Juice" Delaine – registrazione voce di Minaj (traccia 3)
- Kris Crawford – assistenza alla registrazione (traccia 3)
- Manny Park – assistenza alla registrazione (traccia 3)
- Guillermo Lefeld – assistenza alla registrazione (traccia 4)
- Jon Sher – assistenza alla registrazione (traccia 4)
- Șerban Ghenea – missaggio (tracce 5, 8, 9, 10, 12-14)
- John Hanes – assistenza al missaggio (tracce 5, 8, 9, 10, 12-14)
- David Kim – assistenza alla registrazione (traccia 6)
- Chris Khan – assistenza alla registrazione (traccia 6)
- Iain Findlay – assistenza alla registrazione (traccia 6)
- Hart Gunther – assistenza alla registrazione (traccia 7)
- Noah Passovoy – registrazione (traccia 9)
- Hitboy – produzione (traccia 12)
- Tommy Brown – produzione (tracce 12, 13 e 14)
- Brian Malik Baptiste – produzione (traccia 12)
- Charles Anderson – produzione (tracce 13 e 14)
- Michael Foster – produzione (traccia 13)

## Successo commerciale
Nella Billboard 200 statunitense Sweetener ha debuttato al primo posto con 231 000 unità di vendita di cui 127 000 copie pure fisiche e digitali, diventando il terzo album numero uno di Ariana Grande. È risultato il secondo maggiore debutto femminile del 2018, dietro ad Invasion of Privacy di Cardi B, a cui è secondo anche per quanto riguarda le riproduzioni in streaming delle singole tracce (Sweetener ne ha accumulate 126,7 milioni nella prima settimana). La settimana seguente è sceso alla 4ª posizione aggiungendo altre 75 000 unità al suo totale, registrando un decremento di vendite del 67%.
Nella Official Albums Chart britannica ha segnato il secondo album numero uno della cantante e il suo miglior debutto, con 44 755 unità totalizzate di cui 17 449 derivanti dallo streaming. È sceso al 3º posto nella seconda settimana vendendo 15 921 unità aggiuntive. Anche in Irlanda è diventato il suo secondo album numero uno, trascorrendo due settimane in cima alla classifica. Nella classifica redatta dalla FIMI italiana ha completato due settimane consecutive al primo posto. In Australia ha esordito in prima posizione, divenendo il terzo disco numero uno consecutivo della cantante.

## Classifiche

### Classifiche settimanali
| Classifica (2018-25) | Posizione massima |
| -------------------- | ----------------- |
| Argentina            | 1                 |
| Australia            | 1                 |
| Austria              | 4                 |
| Belgio (Fiandre)     | 1                 |
| Belgio (Vallonia)    | 1                 |
| Canada               | 1                 |
| Corea del Sud        | 24                |
| Danimarca            | 2                 |
| Estonia              | 1                 |
| Finlandia            | 1                 |
| Francia              | 2                 |
| Germania             | 3                 |
| Giappone             | 5                 |
| Grecia               | 1                 |
| Irlanda              | 1                 |
| Italia               | 1                 |
| Lettonia             | 2                 |
| Messico              | 1                 |
| Norvegia             | 1                 |
| Nuova Zelanda        | 1                 |
| Paesi Bassi          | 1                 |
| Polonia              | 1                 |
| Portogallo           | 1                 |
| Regno Unito          | 1                 |
| Repubblica Ceca      | 1                 |
| Scozia               | 1                 |
| Slovacchia           | 1                 |
| Spagna               | 1                 |
| Stati Uniti          | 1                 |
| Svezia               | 1                 |
| Svizzera             | 1                 |
| Ungheria             | 6                 |

### Classifiche di fine anno
| Classifica (2018) | Posizione |
| ----------------- | --------- |
| Australia         | 16        |
| Belgio (Fiandre)  | 33        |
| Belgio (Vallonia) | 90        |
| Canada            | 35        |
| Danimarca         | 48        |
| Estonia           | 24        |
| Francia           | 101       |
| Irlanda           | 13        |
| Islanda           | 45        |
| Italia            | 64        |
| Messico           | 19        |
| Nuova Zelanda     | 27        |
| Paesi Bassi       | 20        |
| Regno Unito       | 16        |
| Spagna            | 50        |
| Stati Uniti       | 38        |
| Svezia            | 48        |
| Svizzera          | 88        |
| Classifica (2019) | Posizione |
| Australia         | 43        |
| Belgio (Fiandre)  | 56        |
| Belgio (Vallonia) | 170       |
| Canada            | 34        |
| Danimarca         | 66        |
| Francia           | 167       |
| Irlanda           | 28        |
| Islanda           | 60        |
| Lettonia          | 67        |
| Messico           | 62        |
| Nuova Zelanda     | 31        |
| Regno Unito       | 50        |
| Stati Uniti       | 32        |
| Svezia            | 97        |
| Classifica (2020) | Posizione |
| Belgio (Fiandre)  | 190       |
| Classifica (2021) | Posizione |
| Polonia           | 37        |
| Classifica (2022) | Posizione |
| Polonia           | 95        |

### Classifiche di fine decennio
| Classifica (2010-19) | Posizione |
| -------------------- | --------- |
| Stati Uniti          | 137       |